# 哈里森夫婦 (藝術家)
哈里森夫婦（The Harrison Studio）為生態藝術創作的先驅組合之一，由海倫·哈里森（Helen Mayer Harrison，1927年7月1日－2018年3月24日）與牛頓·哈里森（Newton Harrison，1932年10月20日－2022年9月4日）夫妻兩人組成。其旨在透過讓藝術介入自然環境的方式解決生態破壞的問題，與各界生物學家、生態學家、建築師、城市規劃師及其他藝術家合作已近五十年。該組合的藝術概念涵蓋各類學科，創作範圍也曾涉及歷史學、生態學研究、事件調查、外交議題等，也曾參與過藝術活動辦理作業。

## 60年代末 · 藝術實驗
1960年代末，諸多藝術家伴隨大地藝術運動（Land Art Movement）的崛起，開始以自然環境當成創制媒材來創作，如羅伯特·史密森（Robert Smithson，1938－1973）的《螺旋防波堤》（Spiral Jetty，1970）。不過，初期此群藝術家仍傾向於純粹藝術性的創作，未意識到把藝術介入自然環境、生態危機現象的體現，能進而支持保衛生物多樣性和社區發展等解決方案的潛能。
哈里森夫婦早年創作時，起初與多數大地藝術家相似，但也暗含對觀眾關於環境保護的警示。與後期直接為生態危機提供解決辦法的風貌相比，其早期作品較堅持在創作中保有探討「藝術界線問題」的意味。

## 70、80年代 · 藝術介入自然生態
在1970年代初，哈里森夫婦更加重視生態環境的問題，試圖以藝術創作的方式介入自然問題，並為生態危機提供可行的解決方法。如1972年的《生存五：可攜帶的果園》（Survival Piece V: Portable Orchard, 1972），此裝置為受加州州立大學富勒頓分校的畫廊委託，由於該地區工業與郊區的快速發展，造成了嚴重的煙霧汙染，導致果園和農場快速消失，此項計畫因此被預言將會是「加州橘郡（Orange County）最後一作橘子果園」。哈里森夫婦以12個直徑長4英尺、3英尺深的六角形紅木盒子組成此作品，盒子裡種植各種柑橘類果樹（檸檬、酸橙、金橘、橘子、鱷梨）以比較它們的生長情況，每棵樹的上方掛有六角形紅木燈箱。果樹成熟之後則變成了觀眾餐桌上的美味佳餚，絕不會有人意識到這些果樹的重要性，更不會有人挺身而出去反對砍伐、品嘗它們。
哈里森夫婦實驗性藝術計畫，雖然是作為美術館裡的藝術裝置問世，但它成功地引起觀眾對生態問題的關注；甚至在二十年後，一些當初被移植到外頭的果樹仍在持續成長結果。這種隱藏在藝術背後關於生態破壞的事實，也成為了哈里森夫婦之後的創作基調。
哈里森夫婦早年的生態藝術計畫著重在流域恢復、都市更新、農業和林業等問題，如：
《藝術公園：垃圾堆填區》（Art Park: Spoils' Pile Reclamation），1976-1978
此裝置受藝術公園基金會（Art Park Foundation）委託，在將近兩年的計畫中，哈里森夫婦充分運用當地大約三千卡車的泥土和有機物碎屑（樹葉、樹幹、草岩屑、污泥等），這些看似無用之物的材料其實是來自一座以泥土與肥料覆蓋大量垃圾的採石場。
另外，哈里森夫婦在公園裡種植的大片松樹和原生樹木，與當地年輕人在此地播種的當地植物種子，創造了一座森林型態的公園，這些樹木更形成了大面積的防風林，原生漿果的種植也保護了土壤不受泥土流的侵害。
《離岸沙洲島戲劇》（Barrier Islands Drama），1982年
計劃全名為《離岸沙洲島戲劇：紅樹林與松樹》（Barrier Islands Drama - The Mangrove and the Pine），由佛羅里達州薩拉索塔的林林博物館（Ringling Museum）委託。計劃內容為觀察一種原產於澳洲的松樹對本地物種的影響，根據研究結果發現，這棵來自澳洲的松樹如野草般瘋狂生長，幾乎侵占了當地物種的棲息地，像是紅樹林沼澤。它是第一件探討生態殖民問題的藝術品，哈里森夫婦透過此項計劃警示著觀眾：「你永遠不會知道何時一個美學的決定會摧毀一個景觀。」

## 90年代初 · 哈里森工作室成立
哈里森夫婦富有遠見的專案經常導致政府政策的改變，且這些新奇的想法往往是前人研究中未探索的問題，因此哈里森夫婦的實際行動幾乎遍及了整個美國和歐洲。到了1990年代初，哈里森夫婦意識到其所做的每一個龐大計劃都需要或產生一個合作組織，因此他們成立了哈里森工作室（the Harrison Studio and Associates）。
哈里森工作室的成立最早發表於1993年的包浩斯（Bauhaus Dessau），以包浩斯人員為中心共同致力於穆爾德河（Mulde River）流域的相關問題。此後，哈里森工作室進行了多次改革與重整，它們在德國博爾納（Borna）設有關於草原瀕危的研究分支，在荷蘭豪達（Gouda）則有綠色核心（Greenheart Vision）的研究分支，其分支可說是遍及整個歐洲及美洲。
團隊的計劃開頭始於一個問題：「這裡有多大？」（How Big is Here?），它可能是一個次大陸，也可能是一個街角，如1996年《加利福尼亞洗滌》（California Wash）這件具敘事性的景觀雕塑，哈里森夫婦以一座花園，並結合光影、道路、壁畫和雕塑，反映加利福尼亞在城市發展之前，水流抵達大海的路徑是通過自然沖刷（natural washes），而非暴雨排水系統（storm drains），藉以提醒觀者該地區的生物多樣性和珍貴水資源的消失。
一般而言，要在他們確認其客戶實際上是環境本身的情況下，他們才會從事這項工作計劃；且他們僅在委託者的邀請持續進行時才停留，或是當他們認為自己已完成所有能做的事情時便會離開，因此，哈里森夫婦並非將自身視為計劃的領導者，而是客人和同事。

## 2012年 · 不可抗力研究中心成立
哈里森夫婦逐漸意識到地球暖化不可逆的特性，因此決定以調解的手法解決地球上的各式的生態危機。他們於2012年在加州大學成立了獨立研究機構「不可抗力研究中心」（The Center for the Study of the Force Majeure），此機構聚集了藝術家、科學家、工程師等各界專業且富有遠見的卓越人士，企圖以不破壞自然、與生態環境共存的方式，以及務實的現實主義精神，處理受到氣候變遷衍生的各種問題，如海平面上升、動植物瀕臨滅絕等。就如同他們的標語：「我們必須適應一定規模的不可抗力已發生，我們相信藝術和科學的合作可以提供關鍵的見解和解決方法，這是可以做到的——如果我們重新想像什麼是可能的。」不可抗力研究中心將眼界放眼全球，並在全球採取行動。
該中心為受氣候變遷影響的地區設計的計劃中，往往會善用未受充分利用的資源，而非不斷消耗、甚至是破壞地球資源，試圖在對自然的拿取與回饋中取得平衡。如他們在2018年台北市立美術館舉辦的雙年展《後自然：美術館作為一個生態系統》中展出的《綜觀小國的深層國富》【圖7】，此系列以探討森林、水源、空氣、表土與思想價值為出發點，試圖找出一個人口稀少的小國家，該如何讓其回饋給自然的遠遠超過從自然拿取的方法。像是在系列為首的蘇格蘭調查中，他們便發現該國每年竟有約七成的降雨量未被善用，然而這些未被善用的雨水其實有相當多的用途：農業灌溉、食物供應、生物多樣性的強化等，甚至還可以出口，進而為蘇格蘭政府帶來一百二十億歐元的經濟效益，並成為一個自給自足的國家。

## 獲獎紀錄
- 1992年名古屋國際科技藝術特展（1992 Nagoya Biennale, Artec.），二獎。

- 1996年混凝土協會（Concrete Association）頒發獎項給《加利福尼亞洗滌》。

- 2001年首屆格羅內瓦爾德獎（inaugural Groenevald）頒發獎項給《綠色核心願景》（Greenheart Vision）。

- 2010年首屆AWE鼓舞人心獎（AWE inspiring Award），藝術與環境獎，因其盡最大努力向英國民眾解釋全球暖化。

- 2013北美製圖信息協會（NACIS）首屆柯立斯班菲迪奧獎（Corlis Benefidio Award），終身成就獎。[7]

## 爭議事件
哈里森夫婦1971年《可攜帶的魚塘》（Portable Fish Farm），這件早年的作品在當時引起了極大的爭議。當時，哈里森夫婦在海沃德美術館（Hayward Gallery）放置了六個8x20x3英尺的橡膠水箱，水箱裡頭餵養鯰魚、鹵蝦和龍蝦，並標示出每隻生物成長過程的資訊。在展覽即將結束時，藝術家宣告要公開宰殺這些鯰魚，此動作則是整件藝術品的一個結尾；美國防止虐待動物協會（ASPCA）要求專業養魚戶將鯰魚電死，其認為這是殺死鯰魚唯一的人道方法。然而，在布勞利（Brawley）鯰魚養殖場的漁戶教藝術家如何將鯰魚繁殖、收穫、剝皮和切片，以及藝術家公開電擊設備的設計稿後，反對意見遍佈全國各地，報紙文章、電視和廣播的報導更是加劇了反對的聲浪。古德曼勛爵（Lord Goodman, 1913-1995）更是威脅道，如果有一條鯰魚在英國領土上被電死，就會從英國藝術委員會（British Arts Council）撤掉資金。

## 外部連結
- The Harrison Studio （页面存档备份，存于）
- The Center for the Study of the Force Majeure （页面存档备份，存于）